# Giessenita
La giessenita és un mineral de la classe dels sulfurs, que pertany al grup de la kobellita. Rep el nom de la localitat de Giessen, a Suïssa, la seva localitat tipus.

## Característiques
La giessenita és una sulfosal de fórmula química Pb₂₇Cu₂(Bi‚Sb)₁₉S₅₇. Cristal·litza en el sistema monoclínic. La seva duresa a l'escala de Mohs és 2,5.
Segons la classificació de Nickel-Strunz, la giessenita pertany a «02.H - Sulfosals de l'arquetip SnS, amb Cu, Ag, Fe, Sn i Pb» juntament amb els següents minerals: aikinita, friedrichita, gladita, hammarita, jaskolskiïta, krupkaïta, lindströmita, meneghinita, pekoïta, emilita, salzburgita, paarita, eclarita, izoklakeïta, kobellita, tintinaïta, benavidesita, jamesonita, berryita, buckhornita, nagyagita, watkinsonita, museumita i litochlebita.

## Formació i jaciments
Va ser descoberta a Turtschi, a la localitat de Giessen, a la vall de Binn (Valais, Suïssa). També ha estat descrita en altres punts d'Europa, així com a l'Argentina, la República Popular de la Xina i el Japó.